# Neuf jours en hiver
Pour plus de détails, voir Fiche technique et Distribution.
Neuf jours en hiver est un téléfilm réalisé par Alain Tasma d'après une histoire originale d'Arnaud Cathrine.

## Synopsis
Deux frères, qui ne se voient pratiquement plus, se retrouvent à l'hôpital au moment de la mort de leurs parents, à la suite d'un accident de la route.
Chargé, contre son gré, de superviser une réparation dans la villa familiale de Saint-Lunaire (Ille-et-Vilaine), qui doit être mise en vente, le cadet va finalement passer neuf jours dans les lieux de son enfance et de sa jeunesse et reprendre contact avec d'anciennes connaissances.

## Fiche technique
- Titre : Neuf jours en hiver (titre de production : Huit jours en hiver)
- Réalisateur : Alain Tasma
- Scénario original : Arnaud Cathrine, issu de son roman Je ne retrouve personne
- Adaptation et dialogues : Alain Tasma et Éric Caravaca
- Producteurs délégués : Frédéric Bruneel et Dominique Tibi
- Musique : Florent Marchet
- Pays d'origine :  France
- Genre : drame
- Durée : 1 h 34
- Date de première diffusion : 11 décembre 2015

## Distribution
Sauf indication contraire, les informations mentionnées dans cette section peuvent être confirmées par la base de données cinématographiques IMDb,  présente dans la section « Liens externes ».
- Robinson Stévenin : Aurélien Delamare
- Patrick Mille : Cyril Delamare, le frère d'Aurélien
- Catherine Hiegel : Mado, l'amie de la famille
- Lucie Debay : Emma Bonnet, l'ex-amie d'Aurélien
- Élina Solomon : Michelle, la fille d'Emma
- Yannick Choirat : Hervé, l'agent immobilier
- Stéphane Caillard : Frédérique, la femme d'Hervé
- Margot Bouix : Lola
- Louise Bouix : Manon, sœur de Lola, les filles d'Hervé
- Bruno Abraham-Kremer : Thomas, l'éditeur d'Aurélien
- Katell Borvon : Virginie, la gérante du Café de la Plage
- Nailia Harzoune : Irène, la femme au marché
- Roland Lancelot : M. Curiol
- Aline Alliot : Mme Curiol, un couple d'acheteurs de la villa
- Erwan Madec : M. Guedj
- Mechtilde Keryhuel : Mme Guedj, un autre couple d'acheteurs de la villa
- Anita Clolus : la caissière de la supérette
- Vincent Spatari : le conducteur au marché
- Pierre Gondard : l'homme au chien

## Production
Le tournage a eu lieu en mars 2015, en grande partie en Ille-et-Vilaine, dans plusieurs stations autour de Dinard, dont Saint-Lunaire, qui est explicitement citée dans le film.
Le générique est la chanson Des hauts et des bas, écrite et composée par Stephan Eicher, interprétée par Florent Marchet et Gaëtan Roussel.

## Récompense
- 2015 : Mention spéciale du jury pour Yannick Choirat au Festival de la fiction TV de La Rochelle[2].